# Alcis nigrifasciata
Alcis nigrifasciata là một loài bướm đêm trong họ Geometridae.